# 인도코뿔소
인도코뿔소(Indian rhinoceros)는 인도 아대륙에 서식하는 코뿔소 종이다. 현존하는 코뿔소 중 두 번째로 큰 종으로, 성체 수컷은 2.07~2.2t, 성체 암컷은 1.6t이다. 피부는 두껍고 회갈색이며 피부 주름은 분홍색이다. 코에는 최대 57.2cm까지 자라는 뿔이 하나 있다. 윗다리와 어깨는 사마귀 모양의 돌기로 덮여 있으며 속눈썹, 귀 가장자리와 꼬리 브러시 외에는 인도코뿔소는 거의 털이 없다.
인도코뿔소는 주로 고독한 동물로 번식기와 새끼를 키울 때만 서식한다. 이들은 방목자이며 주로 풀을 먹지만 나뭇가지, 잎, 가지, 관목, 꽃, 과일, 수생 식물 등이 포함될 수 있다. 암컷은 임신 15.7개월 후에 한 마리의 새끼를 출산하며, 출산 간격은 34~51개월이다. 포획된 개체는 최대 47년까지 살 수 있다. 인도코뿔소는 탄저와 같은 질병에 취약하며 거머리, 진드기, 선형동물과 같은 기생충에 의해 발생하는 질병에 취약하다.
개체 수가 20,000km2 미만으로 제한되어 있어 IUCN 적색 목록에 취약종으로 등재되어 있다. 2018년 8월 기준으로 전 세계 개체 수는 3,588마리로 추정된다. 인도코뿔소는 한때 인더스-갠지스 평원 전체에 걸쳐 분포했지만 과도한 사냥과 농업 개발로 인해 인도 북부와 네팔 남부의 11개 지역으로 분포 범위가 급격히 줄어들었다. 1990년대 초반에는 1,870마리에서 1,895마리의 인도코뿔소가 생존한 것으로 추정되었다. 그 이후 정부의 보전 조치로 인해 개체 수가 증가했다. 그러나 밀렵은 여전히 지속적인 위협으로 남아 있다.

## 묘사
인도코뿔소는 짙은 회갈색 피부에 분홍빛 피부 주름과 주둥이에 뿔이 하나 있다. 윗다리와 어깨는 사마귀 모양의 돌기로 덮여 있다. 속눈썹, 귀 가장자리, 꼬리 브러시를 제외하고는 체모가 거의 없다. 수컷은 큰 목 주름을 가지고 있다. 두개골은 무겁고 밑부분 길이는 60cm 이상이고 후두부는 19cm 이상이다. 비강 뿔은 약간 뒤로 구부러져 있으며, 밑부분이 약 18.5cm x 12cm이고 밑부분이 약 55mm 위에서 매끄럽고 균일한 줄기 부분이 시작될 때까지 빠르게 좁아진다. 포획된 동물의 경우 뿔은 종종 두꺼운 손잡이까지 마모된다. 인도코뿔소의 단일 뿔은 수컷과 암컷 모두에 존재하지만 갓 태어난 새끼는 존재하지 않다. 뿔은 인간의 손톱처럼 순수한 케라틴으로 약 6년 후부터 나타나기 시작한다. 대부분의 성체에서 뿔의 길이는 약 25cm에 이르지만 길이는 57.2cm, 무게는 3.051kg까지 기록되었다.
아시아에 서식하는 육상 포유류 중 인도코뿔소는 아시아코끼리 다음으로 몸집이 크다. 또한 흰코뿔소 다음으로 두 번째로 큰 살아있는 코뿔소이다. 수컷의 머리와 몸 길이는 368~380cm, 어깨 높이는 163~193cm이고 암컷의 머리와 몸길이는 310~340cm, 어깨 높이는 147~173cm이다. 평균 약 2,070~2,200kg인 수컷은 평균 약 1,600kg으로 암컷보다 무겁다. 가장 큰 개체의 몸무게는 최대 4,000kg에 달하는 것으로 알려졌다.

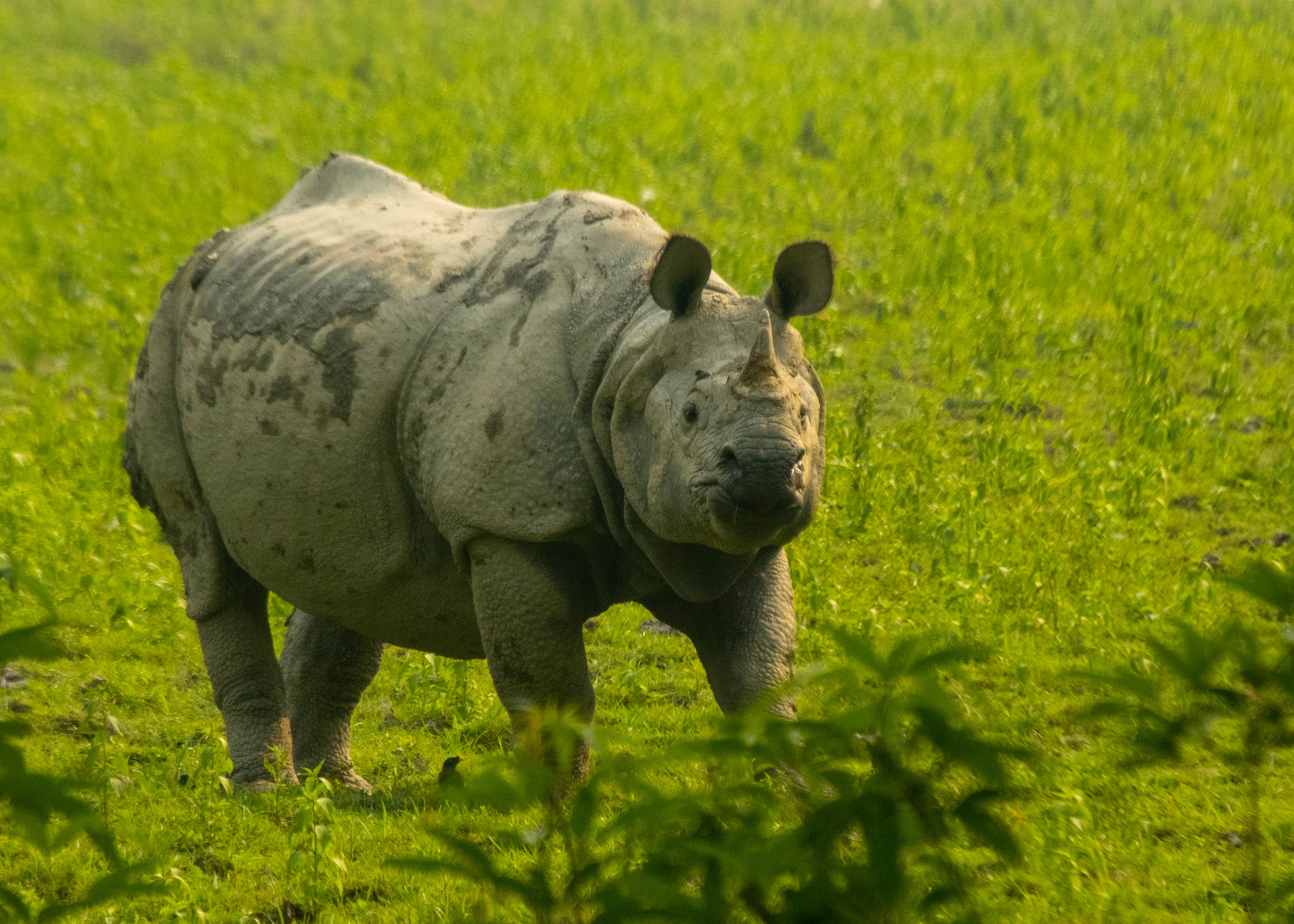
카지랑가 국립공원의 인도코뿔소

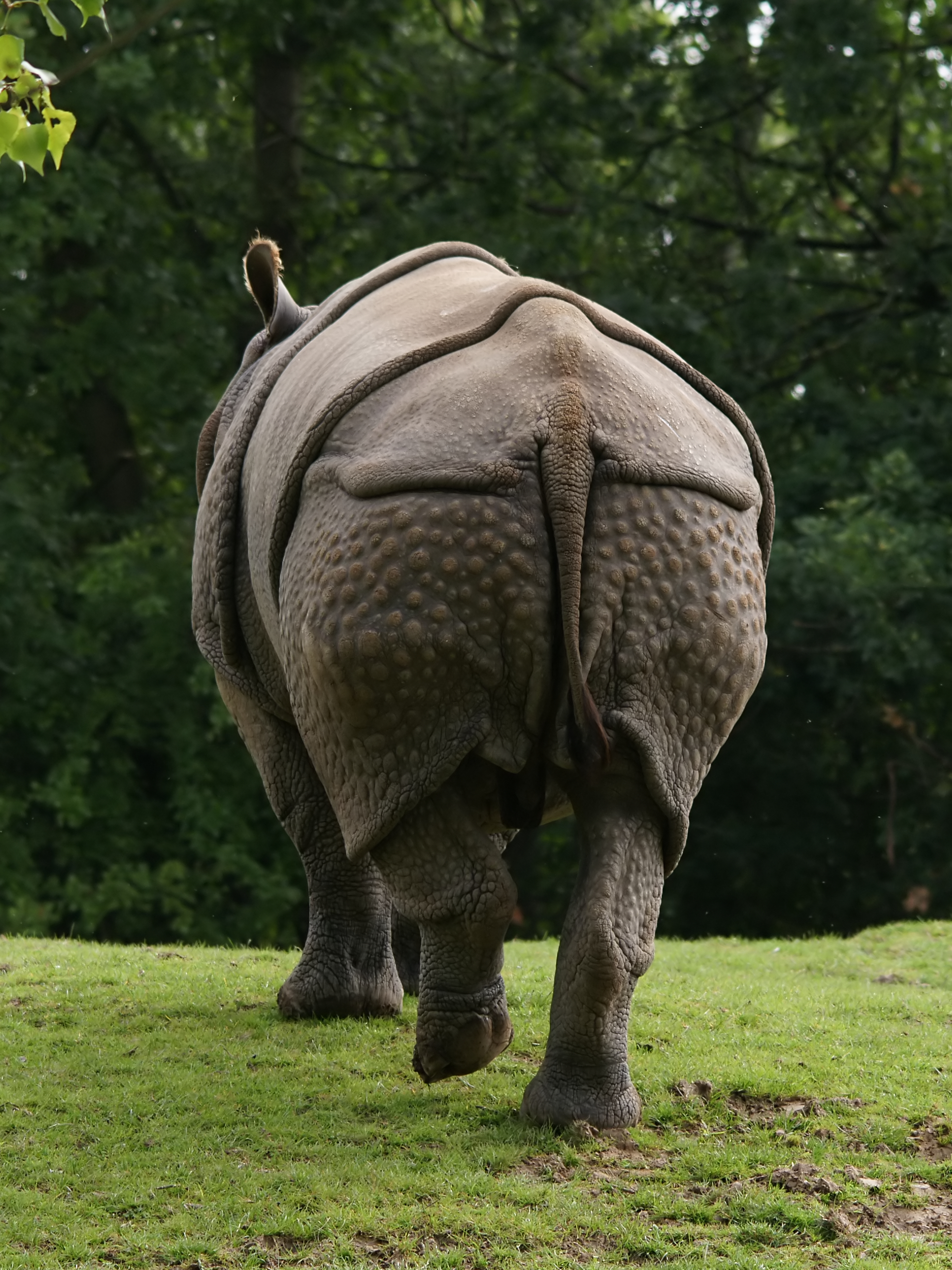
뒷다리에 생긴 사마귀 모양의 돌기

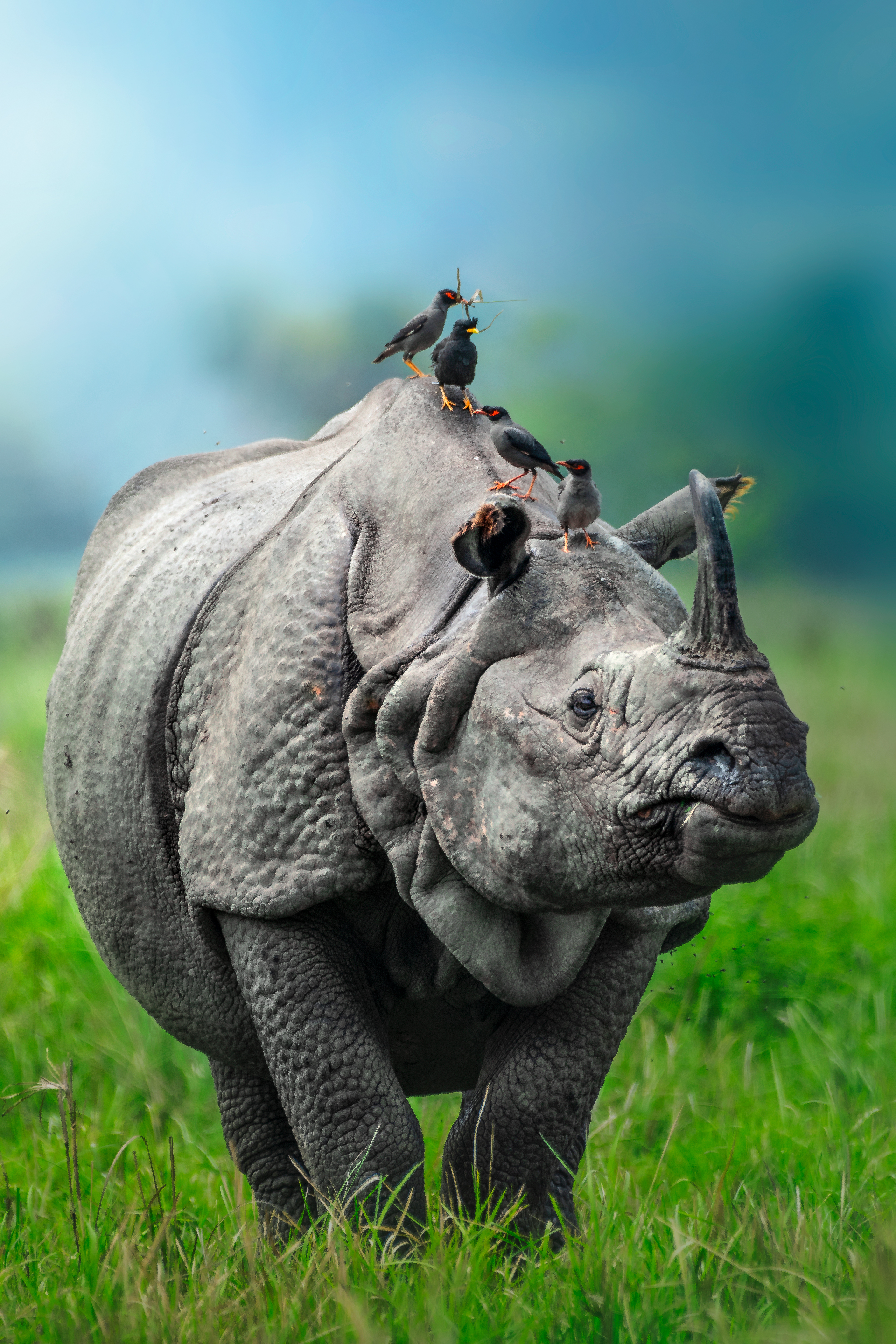
카지랑가 국립공원의 인도코뿔소

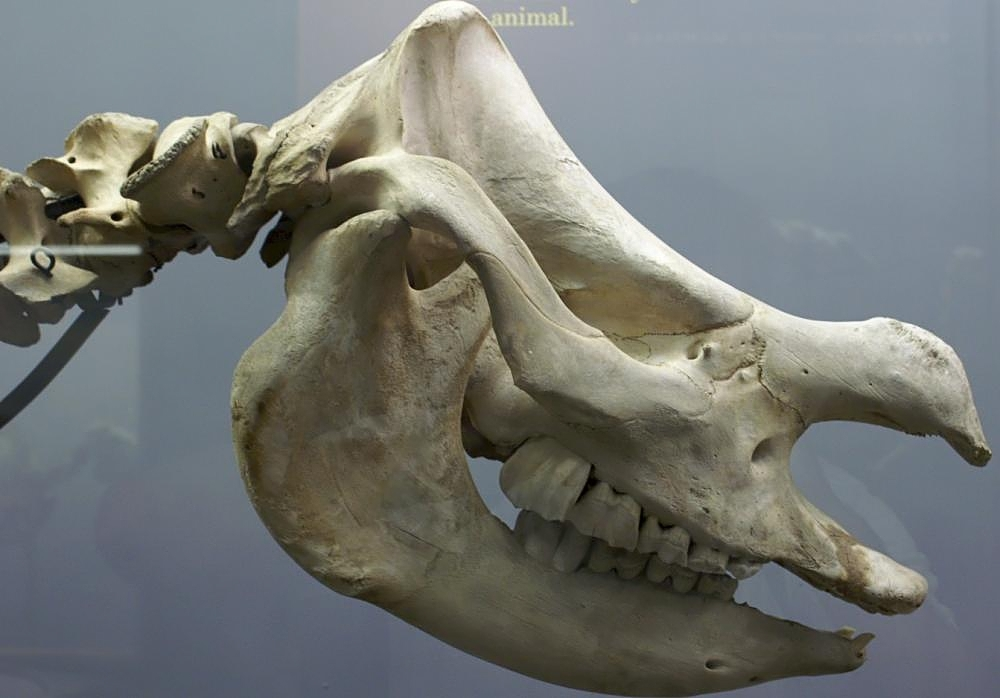
인도코뿔소의 두개골

주름진 조직 아래 혈관이 풍부하게 존재하여 분홍색을 띈다. 피부의 주름은 표면적을 증가시키고 체온 조절에 도움을 준다. 두꺼운 피부는 등에, 거머리, 진드기를 흡혈하지 않다.

## 분포 및 서식지
인도코뿔소는 한때 인도 아대륙 북부 전역, 인더스강, 갠지스강, 브라마푸트라강 유역, 파키스탄에서 인도-미얀마 국경까지 분포했으며, 방글라데시와 네팔 남부, 부탄도 포함되었다. 또한 미얀마, 중국 남부, 인도차이나에서도 발견되었을 가능성이 있다. 그들은 테라이와 브라마푸트라 분지의 충적 초원에 서식한다. 서식지 파괴와 기후 변화의 결과로 그 범위가 점차 축소되어 19세기까지 네팔 남부의 테라이 초원, 우타르프라데시주 북부, 비하르주 북부, 서벵골주 북부, 그리고 아삼주의 브라마푸트라 계곡에서만 살아남았다.

### 개체
2022년 인도코뿔소의 총 개체 수는 2006년의 2,577마리에서 4,014마리로 증가한 것으로 추정된다. 이 중 3,262마리는 인도에, 나머지 752마리는 네팔과 부탄에 있다. 부탄에는 영구적인 코뿔소 개체 수는 없지만 인도의 마나스 국립공원이나 부사 호랑이 보호구역에서 건너오는 작은 코뿔소 개체 수가 가끔 알려져 있다.
인도에는 카지랑가 국립공원 2,613마리, 오랑 국립공원 125마리, 포비토라 야생동물 보호구역 107마리, 마나스 국립공원 40마리 등 약 2,885마리의 개체가 아삼주에 서식하고 있다. 서벵골주에는 잘다파라 국립공원 287마리, 고루마라 국립공원 52마리 등 총 339마리의 개체가 서식하고 있다. 우타르프라데시주의 두드와 국립공원에는 38마리만 서식하고 있다.

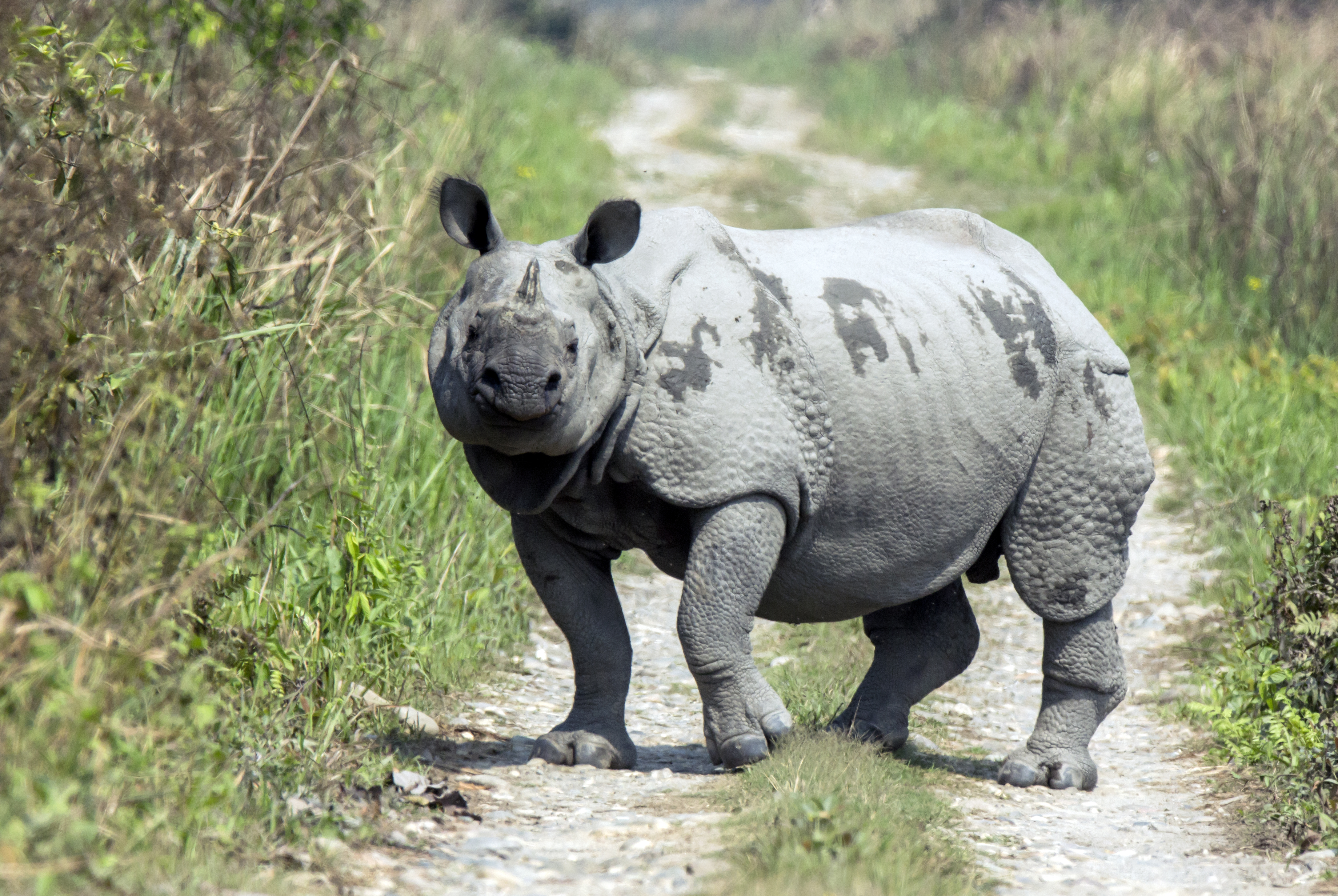
마나스 국립공원의 인도코뿔소

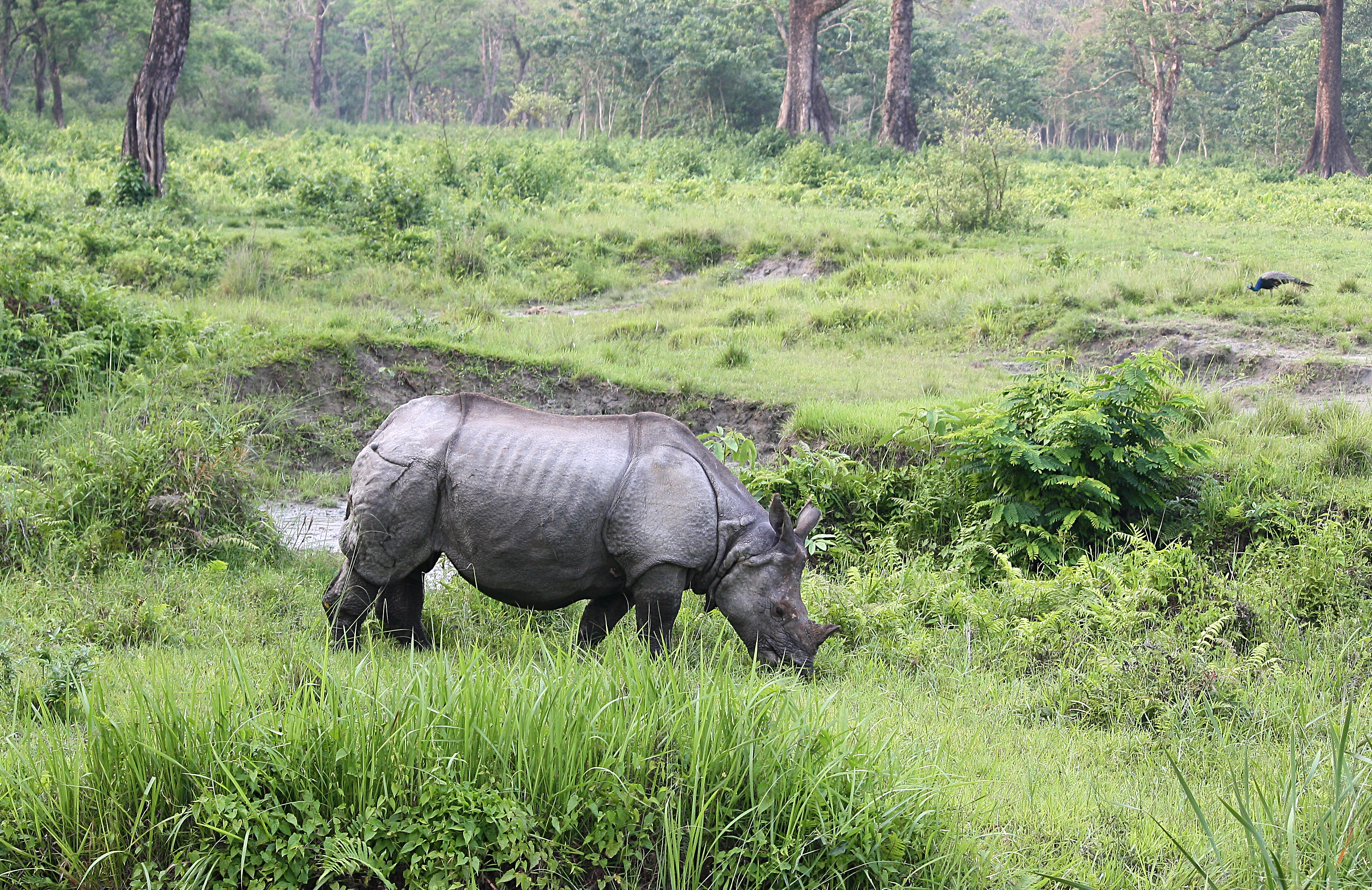
잘다파라 국립공원의 인도코뿔소

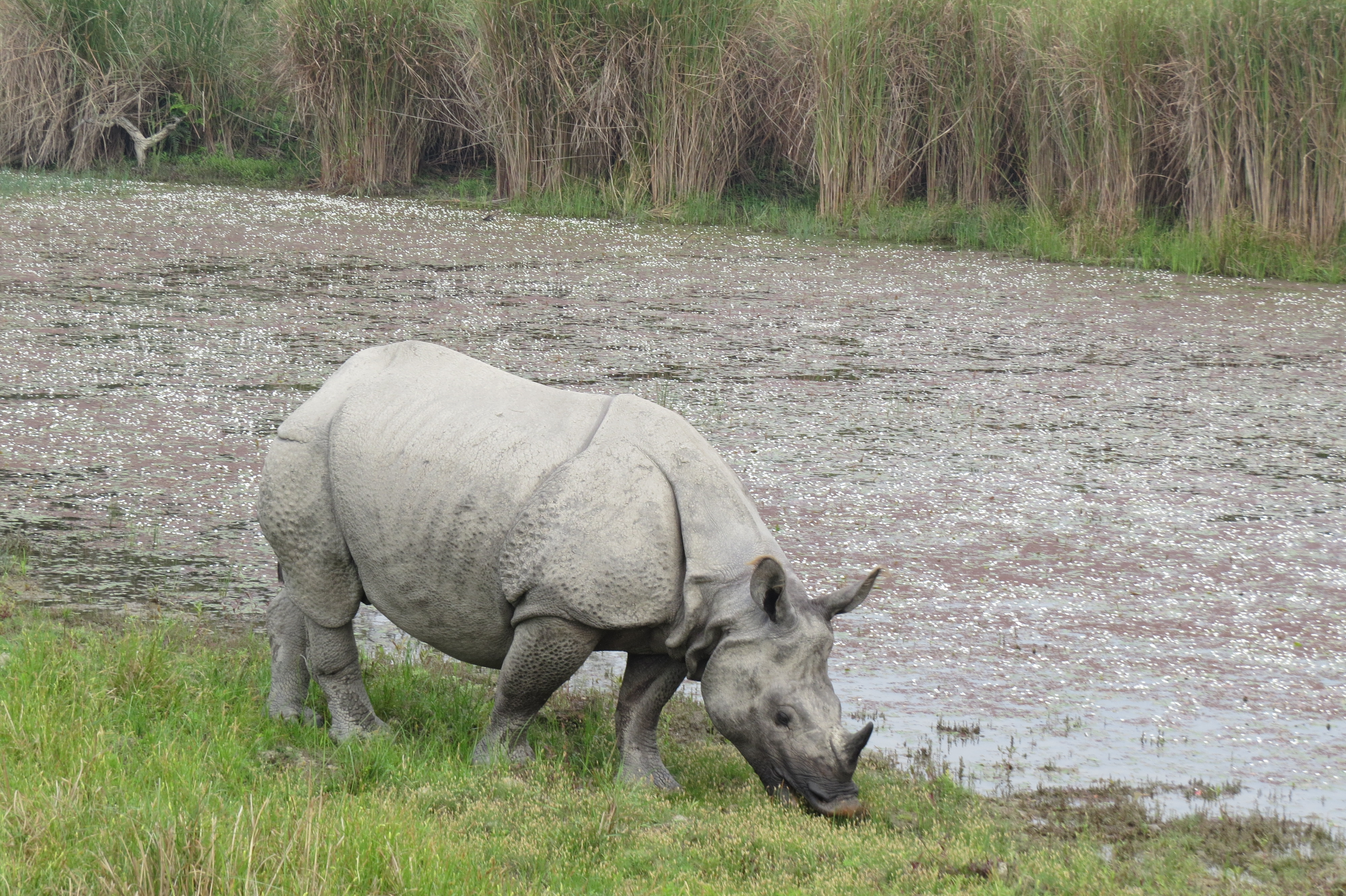
두드와 국립공원의 인도코뿔소

2014년까지 아삼주의 개체 수는 2006년 이후 27% 증가한 2,544마리의 인도코뿔소로 증가했지만, 밀렵꾼에 의해 150마리 이상이 사망했다. 카지랑가 국립공원의 개체 수는 2009년에 2,048마리로 추정되었다. 2009년까지 포비토라 야생동물 보호구역의 개체 수는 38.80km2의 면적에 84마리로 증가했다.
2015년 4월 11일부터 5월 2일까지 실시된 설문조사에 따르면, 네팔에는 파르사 국립공원, 치트완 국립공원, 바르디아 국립공원, 슈클라판타 야생동물 보호구역 및 테라이 아크 경관의 각 완충 구역에 645마리의 인도코뿔소가 살고 있었다. 설문조사에 따르면 2011년부터 2015년까지 네팔의 코뿔소 개체 수는 21%, 즉 111마리가 증가한 것으로 나타났다.
1900년대 초반에는 100마리에 불과했던 인도코뿔소 개체 수가 국제 코뿔소 재단에 따르면 2021년에는 3,700마리 이상으로 증가했다.

## 행동생태학
수컷 인도코뿔소는 보통 혼자 있다. 무리는 새끼가 있는 암컷 인도코뿔소 또는 최대 6마리의 아성체로 구성된다. 이러한 무리는 월류지와 방목지에 모인다. 이들은 주로 이른 아침, 늦은 오후, 밤에 활동하지만 더운 날에는 휴식을 취하고, 정기적으로 목욕을 한다. 피부의 주름은 물을 가두어 월류지에서 나올 때도 물을 머금다. 수영 실력이 뛰어나며 짧은 시간 동안 최대 시속 55km의 속도로 달릴 수 있다. 청각과 후각은 뛰어나지만 시력은 상대적으로 좋지 않다. 10개 이상의 뚜렷한 발성이 기록되었다. 수컷은 서로 겹치는 약 2~8km의 서식지를 가지고 있다. 우성 수컷은 짝짓기 시즌이 되면 위험한 싸움이 벌어지는 것을 제외하고는 다른 수컷이 자신의 영역을 통과하는 것을 허용한다. 인도코뿔소는 때때로 무방비 상태의 새끼를 죽이는 벵골호랑이를 제외하고는 천적이 거의 없지만, 성체 코뿔소는 크기 때문에 덜 취약하다.

### 먹이
인도코뿔소는 방목자이다. 그들의 식단은 거의 전적으로 풀 (예: 무늬물대, 우산잔디, 벼)로 구성되어 있지만, 잎, 나뭇가지, 관목 (예: 배롱나무), 꽃, 과일 (예: 인도보리수), 물에 잠기고 떠다니는 수생식물도 먹는다. 그들은 아침과 저녁에 먹이를 먹는다. 반건조 입술을 사용하여 풀 줄기를 잡고 줄기를 아래로 구부린 다음 윗부분을 물어뜯은 다음 풀을 먹는다. 그들은 다리를 양쪽으로 하고 몸의 무게를 이용해 식물의 끝을 입 높이까지 밀어내는 등 매우 키가 큰 풀이나 묘목에 도전한다. 어미는 또한 이 기술을 사용하여 새끼가 먹을 수 있는 음식을 만들기도 한다. 한 번에 1~2분씩 술을 마시며 종종 코뿔소 소변으로 채워진 물을 마신다.

### 사회 생활
인도코뿔소는 다양한 사회적 집단을 형성한다. 수컷은 일반적으로 짝짓기와 싸움을 제외하고는 고립되어 있다. 암컷은 새끼가 없을 때 주로 고립되어 있다. 어미는 출생 후 최대 4년 동안 새끼 가까이 머물며, 때로는 갓 태어난 새끼가 도착하면 더 나이 든 새끼가 계속 동반할 수 있도록 허용하기도 한다. 아성체 수컷과 암컷도 일관된 집단을 형성한다. 어린 수컷 두세 마리의 무리는 종종 우세한 수컷의 서식지 가장자리에 형성되는데, 이는 아마도 숫자 보호를 위한 것으로 추정된다. 어린 암컷은 수컷보다 사회성이 약간 낮다. 인도코뿔소는 특히 우기에는 숲의 수렁에서, 3월과 4월에는 초원에서 단기 집단을 형성한다. 일반적으로 암컷과 새끼가 있는 우세한 수컷 코뿔소 최대 10마리의 무리가 수렁에 모인다.
인도코뿔소는 다양한 발성을 한다. 최소 10개의 독특한 발성이 코를 골고, 경적을 울리고, 울음을 터뜨리고, 포효하고, 삐걱거리는 소리를 내며, 무우-그르렁거리고, 신음하고, 울부짖고, 울부짖고, 흥하는 소리가 확인되었다. 인도코뿔소는 소음 외에도 후각적인 전달을 사용한다. 성체 수컷은 관찰자가 방해하는 것에 대한 반응으로 최대 3~4m 뒤까지 배뇨한다. 모든 코뿔소와 마찬가지로 인도코뿔소는 종종 다른 큰 배설물 더미 근처에서 배변을 한다. 인도코뿔소는 이 코뿔소 배설물에서 자신의 존재를 표시하는 데 사용되는 페달 향샘을 가지고 있다. 수컷은 암컷의 냄새를 따라 냄새를 맡는 것처럼 머리를 땅으로 걸어가는 모습이 관찰되었다.
집합체에서 인도코뿔소는 종종 친절하다. 인도코뿔소는 종종 고개를 흔들거나 봅슬레이를 하거나 옆구리를 끼우고 코를 비비거나 핥으며 인사한다. 인도코뿔소는 장난스럽게 스파링을 하고, 뛰어다니며, 나뭇가지를 입에 물고 놀곤 한다. 성체 수컷은 싸움의 주요 선동자이다. 우성 수컷 간의 싸움은 코뿔소 사망의 가장 흔한 원인이며, 수컷은 구애 중에도 암컷을 향해 매우 공격적이다. 수컷은 장거리에서 암컷을 쫓고 심지어 암컷을 직접 공격하기도 한다. 인도코뿔소는 아프리카에 사는 코뿔소보다 덜 자주 뿔을 사용하여 싸움을 벌이며, 주로 아래턱의 앞니를 이용해 상처를 입힌다.

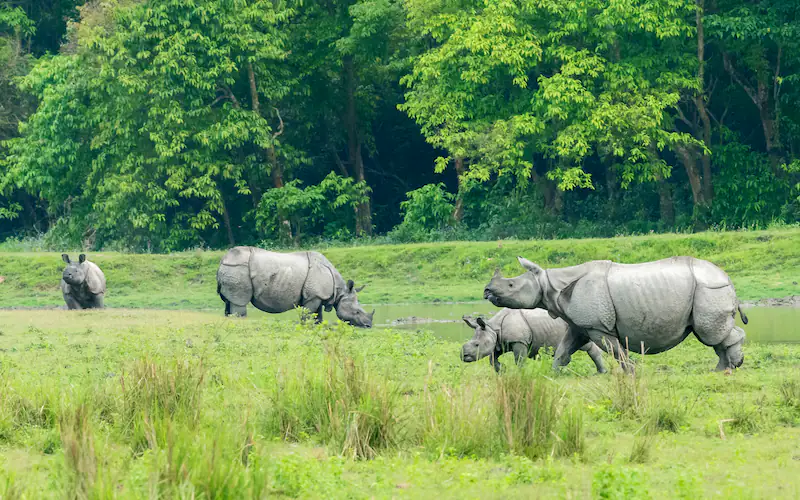
카지랑가 국립공원의 인도코뿔소

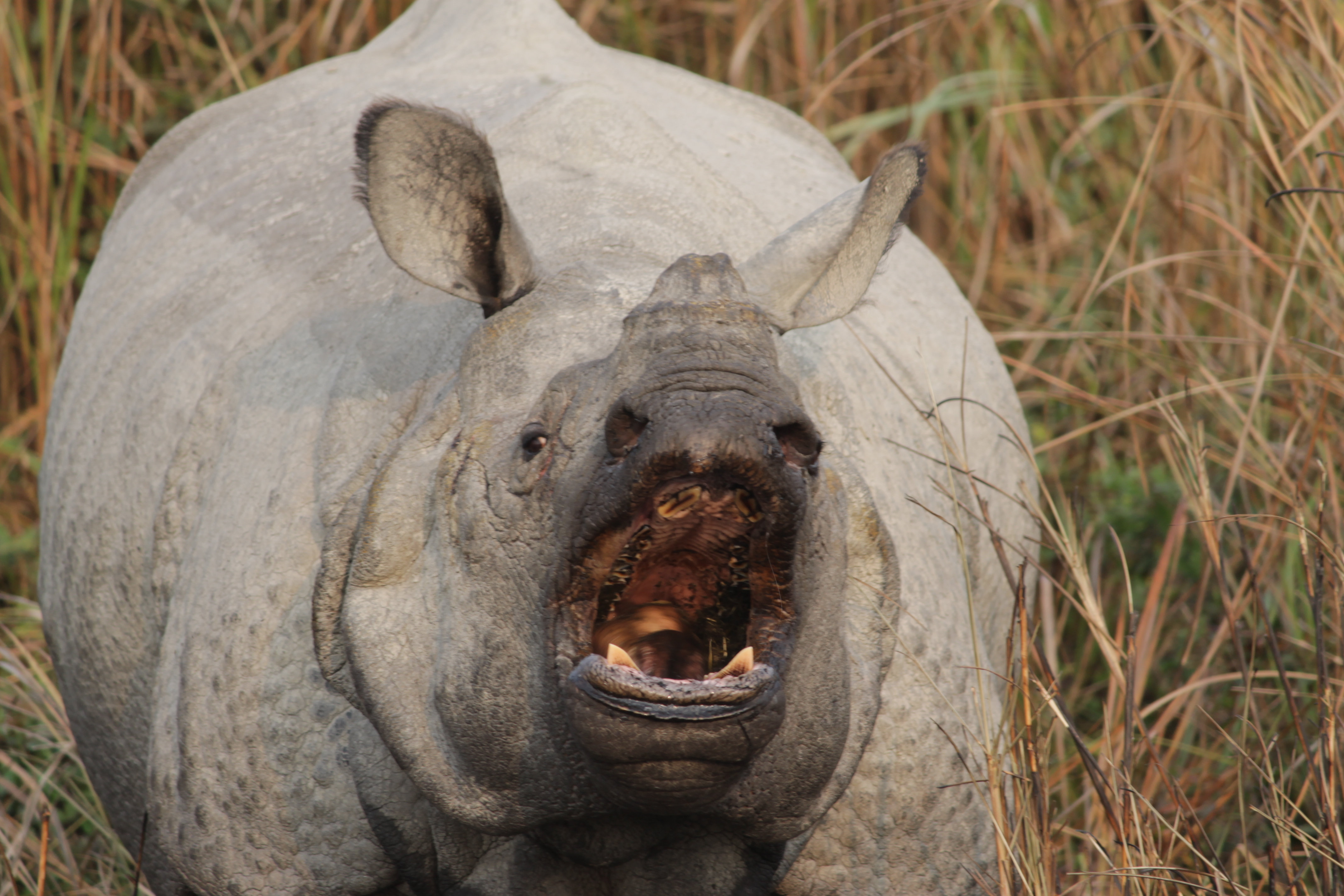
전투에 사용되는 날카로운 아래쪽 앞니를 보여주는 인도코뿔소

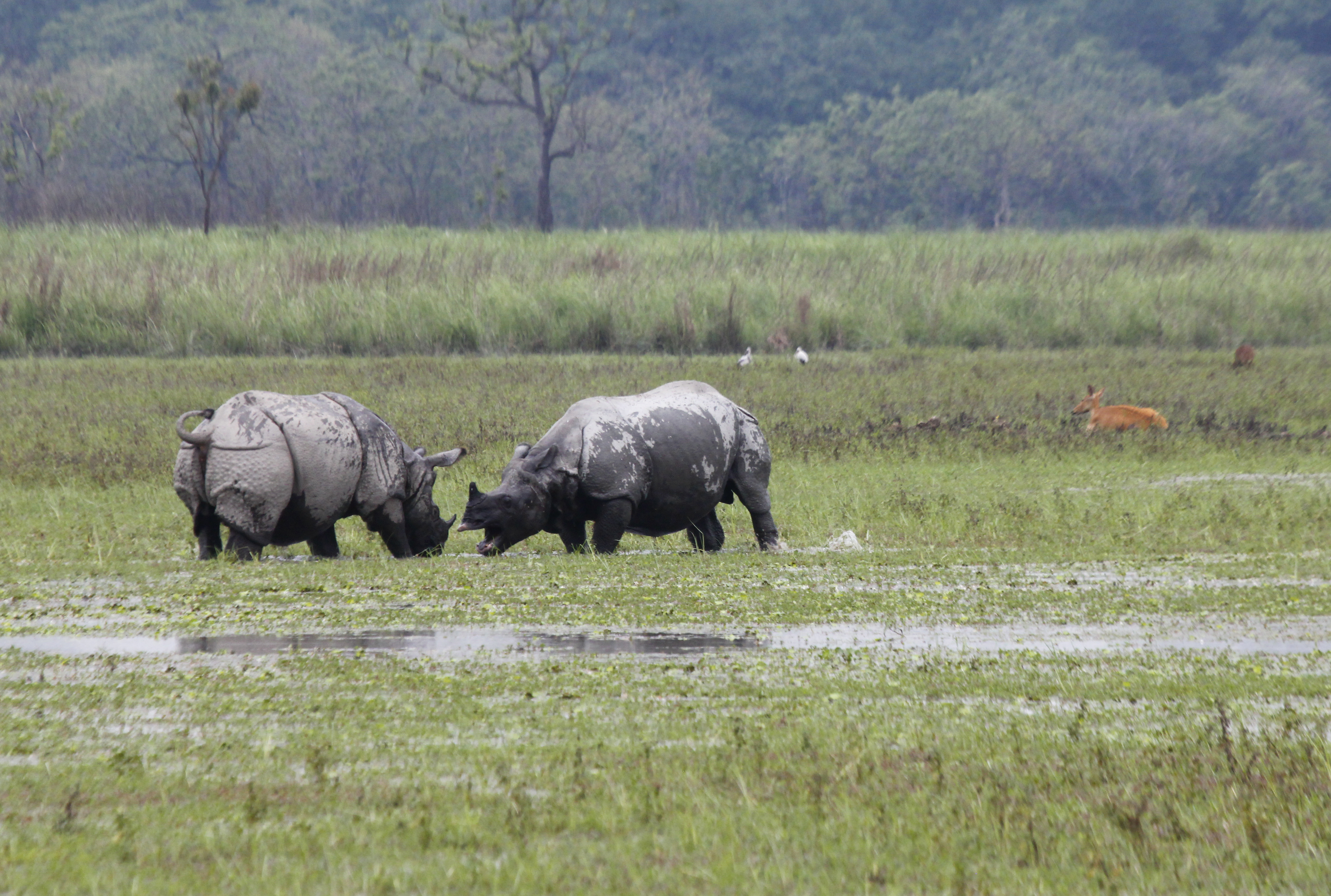
두 마리 인도코뿔소 간의 영토 분쟁

### 번식
포획된 수컷은 5세에 번식하지만 야생 수컷은 훨씬 나중에 몸집이 커지면 우성을 얻게 된다. 한 5년간의 현장 연구에서 15세 미만으로 추정되는 인도코뿔소 한 마리만이 교미에 성공했다. 포획된 암컷은 4세까지 번식하지만 야생에서는 보통 6세가 되어야 번식을 시작하는데, 이는 공격적인 수컷에게 죽임을 당하지 않으려면 충분히 커야 한다는 것을 의미할 수 있다. 난소 주기는 평균 5.5~9주 동안 지속된다. 임신 기간은 약 15.7개월이며 출생 간격은 34~51개월이다. 새끼의 약 10%는 성숙하기 전에 사망할 것으로 추정된다. 이는 주로 벵골호랑이의 포식 공격에 기인한다. 포획 기간 동안 인도코뿔소 4마리는 40년 이상 살았으며, 가장 오래 살았던 인도코뿔소는 47세였다.

## 위협
인간 활동과 기후변화로 인한 서식지 파괴와 그로 인한 홍수 증가로 인해 많은 인도코뿔소가 사망하고 그 범위가 제한되어 점점 줄어들고 있다.
일부 지역에서는 외래 식물이 초원에 심각하게 침입하여 일부 개체군에 영향을 미치면서 서식지의 질이 심각하게 저하되고 있으며, 삼림 벌채와 늪 습지의 퇴적으로 인해 초원과 습지 서식지의 규모가 감소한 것으로 나타났다. 가축에 의한 방목도 또 다른 원인이다.
인도코뿔소 종은 개체 수의 70% 이상이 카지랑가 국립공원이라는 단일 장소에서 발생하기 때문에 본질적으로 위험에 처해 있다. 질병, 민중봉기, 밀렵 또는 서식지 손실과 같은 치명적인 사건은 인도코뿔소의 지위에 치명적인 영향을 미칠 수 있다. 또한 소수의 코뿔소 개체군은 근친 교배 우울증에 걸리기 쉽다.

## 보존
인도코뿔소는 2018년 기준으로 IUCN 적색 목록에 취약종으로 등재되어 있다. 전 세계적으로 인도코뿔소는 1975년부터 CITES 부속서 I에 등재되어 있다. 인도와 네팔 정부는 특히 세계자연기금(WWF) 및 기타 비정부기구의 도움을 받아 인도코뿔소 보호를 위한 주요 조치를 취했다. 1910년에는 인도에서 모든 코뿔소 사냥이 금지되었다.
1957년, 국가 최초의 보존법은 코뿔소와 그들의 서식지를 보호하는 것을 보장했다. 1959년, 에드워드 프리차드 지는 치트완 계곡을 조사하여 라프티강 북쪽과 강 남쪽에 야생동물 보호구역을 10년간 조성할 것을 권고했다. 1963년 치트완을 조사한 후, 그는 보호구역을 남쪽으로 확장할 것을 권고했다. 1960년대 말까지 치트완 계곡에는 95마리의 코뿔소만 남아있었다. 코뿔소 개체수의 급격한 감소와 밀렵의 정도로 인해 정부는 130명의 무장 남성으로 구성된 코뿔소 정찰 순찰대와 치트완 전역에 경비 초소 네트워크를 갖춘 가이다 가스티를 설립했다. 코뿔소의 멸종을 막기 위해 치트완 국립공원은 1970년 12월에 경계가 지정되어 1973년에 설립되었으며, 처음에는 544km2의 면적을 포함하고 있었다. 전염병 발생 시 코뿔소의 생존을 보장하기 위해 1986년부터 매년 치트완구에서 바르디아 국립공원과 슈클라판타 국립공원으로 동물을 이동시켰다. 치트완과 파르사 국립공원에 서식하는 인도코뿔소의 개체 수는 2015년 기준으로 608마리로 추정된다.

### 새로운 영역으로의 재도입
인도코뿔소는 이전에 서식했지만 멸종된 지역에 다시 도입되었다. 이러한 노력은 도입된 동물에 대한 적절한 계획과 관리, 지속적인 노력, 적절한 보안의 부족으로 인해 엇갈린 결과를 낳았다.
1984년, 다섯 마리의 인도코뿔소가 두드와 국립공원으로 옮겨졌다. 네 마리는 포비토라 야생동물 보호구역 외부의 들판에서, 한 마리는 골파라에서 왔다. 이로 인해 2006년까지 개체 수는 21마리로 증가했다. 1980년대 초, 아삼주의 라오코와 야생동물 보호구역에는 70마리 이상의 인도코뿔소가 밀렵꾼들에 의해 죽임을 당했다. 2016년에는 인도코뿔소 비전 2020(IRV 2020) 프로그램의 일환으로 카지랑가 국립공원에서 두 마리의 인도코뿔소와 그녀의 딸이 다시 보호구역에 도입되었지만, 두 마리의 동물 모두 자연사로 인해 몇 달 만에 죽었다.
인도코뿔소는 한때 무굴 제국 황제 바부르 통치 기간 동안 페샤와르 계곡 서쪽까지 발견되었지만, 현재는 파키스탄에서 멸종되었다. 파키스탄에서 코뿔소가 "지역적으로 멸종"한 후, 1983년 네팔의 두 마리 코뿔소가 랄수한라 국립공원에 도입되었는데, 지금까지는 번식하지 못했다.